# Neorumia lutea
Neorumia lutea là một loài bướm đêm trong họ Geometridae.